# Eustegieae
Eustegieae là danh pháp khoa học của một tông thực vật có hoa trong phân họ Asclepiadoideae của họ Apocynaceae.

## Phân loại
Tông này gồm 2 chi, phân bố trong khu vực tỉnh Cape, Nam Phi.
- Emicocarpus: 1 loài (Emicocarpus fissifolius).
- Eustegia: 5-6 loài.